# Sergio Rodríguez García
Sergio Rodríguez García, meglio conosciuto come Rodri (Mataró, 17 agosto 1984), è un ex calciatore spagnolo, di ruolo difensore.

## Carriera

### Club
Durante la sua carriera, cominciata nelle file del Barcellona, ha giocato con varie squadre di club, tra cui l'Hércules, che l'ha acquistato nel luglio 2009. Dopo un'esperienza in Russia nello Spartak Mosca, il 31 agosto 2012 viene annunciato il suo acquisto a costo zero da parte del Rayo Vallecano, con cui ha firmato un contratto per una durata di due stagioni. Nel 2014 viene ceduto ai belgi del KAS Eupen.

## Palmarès

### Club
- Campionato spagnolo: 2

Barcellona: 2004-2005, 2005-2006
- Supercoppa di Spagna: 1

Barcellona: 2005